# Снежече
Снежече (словен. Snežeče) — поселення в общині Брда, Регіон Горишка, Словенія. Висота над рівнем моря: 143,3 м.